# Chilkundakaval, Hunsur
Chilkundakaval là một làng thuộc tehsil Hunsur, huyện Mysore, bang Karnataka, Ấn Độ.